# Johann Zobel (Politiker)
Johann Zobel (* 1576 oder 1578 in Bremen; † 20. Januar 1631 ebenda) war ein deutscher Jurist, 1601 bis 1625 Berater und Gesandter des Landgrafen Moritz von Hessen-Kassel, 1625 bis 1627 Bürgermeister in Bremen und zuletzt Diplomat in dänischem Dienst.

## Leben
Sein Vater war der Bremer Kaufmann Heinrich Zobel, der 1583 zum Ratsherrn gewählt wurde und von 1597 bis 1615 Bürgermeister in Bremen war.

### Im Dienste von Hessen-Kassel
Johann Zobel studierte Rechtswissenschaften an den Universitäten Altdorf, Rostock, Franeker und Marburg und trat danach, ohne zu graduieren, im Jahre 1601 in den Dienst des Landgrafen Moritz von Hessen-Kassel. Er bewährte sich schnell und begleitete den Landgrafen schon 1602 bei dessen Reise durch die Schweiz nach Frankreich an den Hof des französischen Königs Heinrich IV. In den Folgejahren befand er sich wiederholt auf diplomatischen Missionen, darunter ein ausgedehnter Aufenthalt von Dezember 1605 bis Herbst 1606 in Paris, und schon am 1. Oktober 1608 wurde er zum Geheimen Rat ernannt. Er vertrat Landgraf Moritz bei den langandauernden Verhandlungen zur Bildung der Protestantischen Union und war nach dem Hessen-Kasseler Beitritt einer der auf die Union beeidigten Räte, die regelmäßig an den Unionstagungen teilnahmen. 1609 verhandelte er in Wesel und Den Haag für seinen Landesherrn während des Jülich-Klevischen Erbfolgestreit. 1609 in Bremen und 1613 in Lübeck betrieb er den erwünschten Beitritt der Hansestädte zur Protestantischen Union. 1612 war er am englischen Hof, um wegen der bevorstehenden Kaiserwahl, einer Aussöhnung zwischen Dänemark und Schweden und der Beziehungen unter den protestantischen Mächten zu verhandeln. 1614 sandte Landgraf Moritz ihn nach Stockholm und Narva geschickt, um mit dem schwedischen König Gustav Adolf über die Zusammenarbeit der evangelischen Mächte zu verhandeln. Seine letzte wichtige Mission im Dienste des Landgrafen war die Reise im Jahre 1622 mit dem Landgrafensohn Philipp an die königlichen Höfe von England und Frankreich, um den 18-jährigen Prinzen dort einzuführen.
Die zunehmend konfliktreichen Beziehungen des Landgrafen mit seinen Territorialnachbarn, mit Hessen-Darmstadt, mit dem Kaiser, mit der hessischen Ritterschaft und den Landständen und mit seinem Sohn Wilhelm veranlassten Zobel schließlich, seinen Abgang aus Kassel ins Auge zu fassen und, falls sich keine andere Option ergeben würde, auf ein Landgut bei Bremen zu ziehen. 1625 ersuchte er um seinen Abschied, den Landgraf Moritz jedoch nicht genehmigte. Kurz darauf kam es dann doch zu seinem Abgang.

### Ratsherr und Bürgermeister in Bremen
Bereits im Jahre 1615 hatte ihn der Rat der Stadt Bremen nach dem Tod seines Vaters zum Ratsherrn gewählt, aber Zobel war zu diesem Zeitpunkt nicht willens, seine einflussreiche Stellung in Kassel aufzugeben. Versuche seiner bremischen Bekannten ab 1619, ihn zum Syndikus der Hansestädte ernennen zu lassen, scheiterten am Widerspruch Lübecks, dem Zobels juristische Kompetenz nicht ausreichend erschien. Als im Jahre 1624 der Agent der Hanse in Den Haag, der dort seit 1609 amtierende Dr. Ryswick, verstarb, versuchte Zobel vergeblich, dieses Amt zu erlangen; es wurde an Lieuwe (Leo) van Aitzema gegeben.
Dann wurde Zobel zu seiner Überraschung im April 1625 erneut zum bremischen Ratsherrn erwählt. Er nahm die Wahl an, erneuerte sein Abschiedsgesuch beim Landgrafen und trat sein Amt in Bremen im Mai 1625 an. Nur sechs Monate später wurde er zum Bürgermeister erwählt. In diesem Amt hielt er sich jedoch nur anderthalb Jahre.
Im April 1626 wurde er mit dem bremischen Ratssyndikus Johann Preiswerck nach Wolfenbüttel gesandt, um bei dem dänischen König Christian IV. wegen Belästigungen des Weserhandels durch dänische Kriegsschiffe vorstellig zu werden. Dabei ließ er sich von Christian überreden, in dessen Auftrag an die Höfe von Böhmen, England und Frankreich zu reisen und die Zahlung der versprochenen Subsidien zu betreiben. Zobel trat die Reise an, ohne den Bremer Rat um Urlaub zu ersuchen. Er meinte, längstens drei Monate unterwegs zu sein und dann den Rat überzeugen zu können, dass seine Mission auch im Interesse der Stadt gewesen sei. Die Verhandlungen in London und Paris zogen sich jedoch so lange hin, dass der Bremer Rat Zobel im Juni 1627 dazu nötigte, seinen Abschied einzureichen.

### Letzte Jahre und Tod
Er blieb dann bis Ende 1630 als dänischer Agent in Paris, von wo er mehrfach auch nach London reiste. Auch Gustav II. Adolf von Schweden nutzte seine Dienste, ebenso Landgraf Moritz von Hessen-Kassel, mit dem er sich schon 1626 wieder ausgesöhnt hatte.
Als er im Januar 1631 zu König Christian reisen wollte, erkrankte er auf der Durchreise in Bremen und starb dort.

## Ehe
Seine Ehefrau war Juliane geb. Heugel, eine Tochter des landgräflichen Kammermeisters Johann Heugel in Kassel, der 1600 Oberamtmann der Niedergrafschaft Katzenelnbogen auf der Burg Rheinfels wurde. Ihr Großvater war der Kasseler Komponist und Hofkapellmeister Johann Heugel.
Zobels Sohn Sebastian (* 11. Oktober 1617 in Kassel; † 12. Januar 1671 in Regensburg) trat ebenfalls in Hessen-Kasseler Dienst und wurde Geheimer Rast und Komitialgesandter beim Immerwährenden Reichstag in Regensburg. Seine Tochter Maria Zobel (um 1626–1693) heiratete 1651 den späteren Kasseler Bürgermeister Heinrich Haxthausen.